# 翅子藤属
翅子藤属（学名：Loeseneriella）是衛矛科下的一个属，为木质藤本植物。该属共有约16种，分布于亚洲及大洋洲热带地区。